# قائمة حقوق الإنسان في العراق
تشمل المقالات التالية حقوق الإنسان في العراق :
- حقوق الإنسان في العراق ما قبل صدام
- انتهاكات مسندة إلى صدام حسين
- حقوق الإنسان في العراق بعد الغزو
- حقوق الإنسان في كردستان العراق
- حقوق الإنسان في الأراضي التي يسيطر عليها تنظيم داعش
- حقوق الإنسان في البلدان ذات الأغلبية المسلمة